# Dirk Axmacher
Dirk H. Axmacher (* 1944; † 18. Januar 1992) war ein deutscher Politikwissenschaftler und arbeitete als Professor für Ökonomie und Soziologie an der Universität Osnabrück.

## Leben
Dirk Axmacher promovierte 1973 am Fachbereich Politische Wissenschaft an der FU Berlin. Seine Dissertation trägt den Titel „Zur politischen Ökonomie der Erwachsenenbildung“ und wurde von Elmar Altvater und Urs Jaeggi begutachtet. Diese Dissertation wurde 1974, als überarbeitete Fassung, unter dem Titel „Erwachsenenbildung im Kapitalismus“ veröffentlicht.
Mitte der 1980er Jahre trat Axmacher die Professur für Soziologie und Ökonomie der Ausbildung der Universität Osnabrück an. Seine Forschungsschwerpunkte waren dabei Bildungssoziologie, Bildungsökonomie, Berufs- und Erwachsenenbildung und Historische Bildungsforschung. Er war Mitglied in den Kommissionen für „Berufs- und Wirtschaftspädagogik“ und „Erwachsenenbildung“ der Deutschen Gesellschaft für Erziehungswissenschaft. Seine wissenschaftliche Laufbahn war von Parteilichkeit für die vom kapitalistischen System in die Verliererrolle Gedrängten geprägt.
Axmacher starb überraschend im Alter von 47 Jahren unmittelbar im Anschluss an eine EB-Kommissionssitzung der Deutschen Gesellschaft für Erziehungswissenschaft an einer Lungenembolie.

## Werke
Erwachsenenbildung im Kapitalismus (1974)
Das Buch „Erwachsenenbildung im Kapitalismus“, welches von Dirk Axmacher im März 1974 veröffentlicht wurde, stellt den Versuch dar, eine Kritik vor allem am gesellschaftlich-ökonomischen Charakter der Erwachsenenbildung zu formulieren sowie die Funktion der Erwachsenenbildung für die notwendige Reproduktion der Arbeitskraft nachzuweisen. Diese Arbeit orientiert sich an der „Kritik der politischen Ökonomie“, wie sie von Karl Marx entwickelt wurde. Zum Zeitpunkt der Entstehung von Marx` Werken sei die Entfaltung der Produktivkräfte noch auf einem Stand gewesen, auf dem die Unterscheidung des Ausbildungssektors vom Produktionssektor noch ausgeschlossen war. Ziel des Buches ist es, vor allem den Weg der Erwachsenenbildung von einer Randerscheinung hin zu einem festen Bestandteil des öffentlichen Ausbildungssektors nachzuvollziehen und zu problematisieren.
Axmacher beschreibt zunächst, dass die Erwachsenenbildung im 20. Jahrhundert zunehmend ökonomisch instrumentalisiert zu einem Teil des Ausbildungssektors wurde. Der ökonomische Kontext bestehe dabei darin, dass sich die Produktionsbedingungen aufgrund von Maschinisierung und Automatisierung verändern, womit auch eine Steigerung der Effektivität und der Effizienz einhergehen. Diese Veränderungen wirken auch auf das Qualifikationsniveau der Arbeitskraft. Die Folge sei eine Polarisierung der Arbeit mit zunehmender Entfremdung und einer eskalierenden, tayloristischen Arbeitsteilung. Die Arbeitskraft werde nun weitestgehend als Glied im Produktionsprozess betrachtet, welche die Maschinerie bedient. Auf dieser Grundlage seien neue Anforderungen an das Qualifikationsniveau entstanden. Hier soll die Erwachsenenbildung als Teil des Ausbildungssektors greifen und die Arbeiter zu einem lebenslangen Lernen anregen. Axmacher beschreibt, dass es die Intention des Kapitals sei, die Konkurrenzbedingungen in der Arbeiterschaft neu zu formen und so eine Art Wetteifern um Arbeit anzuregen. Erwachsenenbildung zielt zunehmend darauf, neue Haltungen und Einstellungen zur Arbeit hervorzubringen, also etwas wie ein „unternehmerisches Selbst“, das sich lebenslang weiterbilden will. Diese neue Qualifikation, die vor allem durch die Maschinisierung notwendig wird, benötigt also auch eine gewisse Ausbildung. Diese verursacht allerdings Kosten: Doch je kürzer eine Ausbildung ist, desto geringer sind auch ihre Kosten. Idealerweise sollen die entstandenen Kosten vergesellschaftet werden, das heißt der Staat trägt die Ausbildungskosten, während die Gewinne privat bleiben sollen, damit das Kapital einen größeren Mehrwert aus der Ware Arbeitskraft ziehen kann. Nachdem Axmacher die Zusammenhänge der Entwicklung der Erwachsenenbildung darstellt und diese kritisch untersucht, nimmt er außerdem eine Kritik an der bürgerlichen Erwachsenenpädagogik vor. Er kritisiert hier, dass das lebenslange Lernen eine affirmativ Funktion erhält und Kritik unbestimmt bleibe. Die Menschen seien zur Umschulung bereit, wenn ihnen im neuen Beruf ein höheres Gehalt oder ein beruflicher Aufstieg versprochen wird. Das Lernen werde somit als Mittel zum Zweck gebraucht und die Erwachsenenbildung würde dadurch lediglich eine Funktion realisieren, die ihre Ziele einer pädagogischen Logik Fremde Zwecke umsetzt.
Axmacher beendet sein Werk mit der Schlussfolgerung, dass die Realisierung des kritischen Potenzials der Erwachsenenbildung vor allem von der Stärke und Entschlossenheit der Gewerkschaften abhänge, wobei der Kampf um bessere Reproduktionsbedingungen für die Arbeiterklasse im Ausbildungssektor mit der Beseitigung des Systems der Lohnarbeit zu verbinden sei.
Widerstand gegen Bildung (1990)
In dem Buch kommt Kapitalismuskritik, im Gegensatz zu seiner (überarbeitet) veröffentlichten Dissertation „Erwachsenenbildung im Kapitalismus“, nur noch in Andeutungen zur Sprache. Es geht um eine kritische Auseinandersetzung mit den Versprechungen und den Zwängen moderner Wissensgesellschaften, die Gefährdung von Subjektivität, Erfahrung und „Eigensinn“ durch wissenschaftliche Modernisierung und die Gewinner und Verlierer der Verwissenschaftlichung. Axmacher weist auf eine Schattenseite der Bildungsexpansion hin, auf das „Andere der Bildung“, ihre „Rückseite“, auf die Paradoxie, das „Volk“ im Interesse von Vernunft und Aufklärung zur Bildungsteilnahme zu verpflichten. Axmachers These lautet, dass Modernisierungsgewinne zwangsläufig mit Verlusten verbunden seien, dass modernes Wissen traditionelles Wissen verdrängt, in Vergessenheit geraten lässt, denn „trotz vielfältiger unwiederbringlich verlorener Meisterleistungen war der neue wissenschaftsgenerierte Wissenstyp dem alten handwerklichen haushoch überlegen“. Axmacher plädiert trotz seiner Kritik nicht für die Abschaffung des Weiterbildungssystems, sondern für Widerstand gegen eine grenzenlose Wissensproduktion, für das Wissen als Wert an sich im Interesse einer human-, sozial- und umweltverträglichen Zukunft.

## Nachrufe
Axmacher war ein „radikaler Kritiker der Marktlogik, setzt aber nunmehr auf individuell unterschiedliche Widerstandshandlungen gegenüber der zerstörerischen Macht des Marktes.“ (Kipp et al., 1992)
Dirk Axmacher war bekannt für seine kritische Einstellung gegenüber seinen Kollegen. „Oft unbequem in seinen Einlassungen war er nie kränkend, sondern immer von großer Heiterkeit.“ Erhard Meueler über Dirk Axmacher (Kipp et al., 1992)
Axmacher selbst äußerte sich kurz vor seinem Tod, sein Buch „Widerstand gegen Bildung“ reflektierend:
„Welches Wissen ist nützlich – nützlich in einem weiten Sinne, daß es die praktischen Fähigkeiten von Menschen zu einem menschlichen Umgang mit sich selbst; anderen und der Natur entwickelt und stärkt? ( ... ) Das Buch müßte man an dieser Stelle neu beginnen, und es mangelt mir an Phantasie und Kompetenzen, es zu schreiben. Aber irgendwie läßt mich die Erinnerung an den Bildungswiderstand der Osnabrücker, Stader und Hildesheimer Handwerker [des 19. Jahrhunderts] nicht los.“ (Kipp et al., 1992)

## Veröffentlichungen (Auswahl)
- Erwachsenenbildung im Kapitalismus: Zur politischen Ökonomie des Ausbildungssektors der BRD. Fischer Taschenbuch Verlag, Frankfurt am Main 1974
- Kritik der Berufsausbildung, Offenbach 1975
- Mit Wolfgang Huge Materialien zur Handwerkerfortbildung im 19. Jahrhundert: Berichte aus einem Projekt. Fachbereich Sozialwissenschaften der Universität Osnabrück, Osnabrück 1986
- Widerstand gegen Bildung: Zur Rekonstruktion einer verdrängten Welt des Wissens. Deutscher Studien Verlag, Weinheim 1990

### Beiträge zu Sammelwerken, Artikel
- Reform der Berufsausbildung: Ein Nachruf. In: Informationsdienst Arbeitsfeld Schule. Nr. 26, Offenbach 1967, S. 81–104
- Qualifikation und imaginäre Bildungsform. Betriebliche Weiterbildung in Unternehmerhand für Arbeiter und Führungskräfte. In: K. Bergmann/G. Frank (Hg.), Bildungsarbeit mit Erwachsenen. Reinbek bei Hamburg 1977, S. 86–116
- Soziologische Aspekte der Bildungsökonomie. In: G. Hartfiel/L. Kissler (Hg.), Soziologie der Erziehung. Freiburg, Basel, Wien 1977, S. 229–247
- Arbeiterklasse im Betrieb. Sozialgeschichtliche Grundzüge der betrieblichen Berufsausbildung in der deutschen Industrialisierung. In: Beiträge zur sozialwissenschaftlichen Begründung von Bildungstheorie, Schriftenreihe des Fachbereichs Sozialwissenschaften der Universität Osnabrück. Bd. 4, Osnabrück 1982, S. 155–252
- Integration von politischer und beruflicher Bildung. In: E. Nuissl (Hg.), Taschenbuch der Erwachsenenbildung. Baltmannsweiler 1982, S. 168–194
- Erwachsenenbildung – Eine regional geschichtliche Untersuchung im Osnabrücker Raum (Projektskizze). In: Bildungssoziologie zwischen Wissenschaft, Politik und Alltag Sozialhistorische, wissenschafts- und kulturtheoretische Beiträge zur Bildungstheorie, Sozialwissenschaften und Gesellschaft. Bd. 6, Osnabrück 1983, S. 61–102
- Die Arbeitsgruppe „Weiterbildung für Lehrpersonen an Schulen des Gesundheitswesens“ (LGW): Bericht d. Vorsitzenden über d. 1. Amtszeit 1983–1985. In: Osnabrücker Beiträge zu Theorie und Praxis des Gesundheitswesens. Nr. 1, Osnabrück 1983
- Berufliche Bildung. In: H. Eyferth/U. Otto/H. Thiersch (Hg.), Handbuch zur Sozialarbeit/Sozialpädagogik. Neuwied und Darmstadt 1984, S. 205–218
- Politische Ökonomie des Ausbildungssektors. Schicksal und Erbe einer Theorie. In: Widersprüche 4 H. 10, 1984, S. 17–29
- Jugendsoziologie. In: H. Kerber/A Schmieder (Hg.), Lexikon der Soziologie. Reinbek 1984, S. 274–277
- Aufklärung als Handwerkerbildung im 19. Jahrhundert: Durchsetzung und Widerstand. In: Informationen zur erziehungs- und bildungshistorischen Forschung (IZEBF). H. 23, Wolfenbüttel 1984, S. 7–20
- Resistenz und Renitenz: Die Durchsetzung organisierter Handwerkerfortbildung in Osnabrück in der ersten Hälfte des 19. Jahrhunderts. In: E. Schlutz/H. Siebert (Hg.), Historische Zugänge zur Erwachsenenbildung. Jahrestagung 1984 der Kommission Erwachsenenbildung der DGfE. Universität Bremen, Tagungsberichte Nr. 13, Bremen 1985, S. 110–138
- Studier-Arbeit und Hochschulkultur in der Krise. In: Widersprüche 5 H. 15, 1985, S. 55–61
- Politische Ökonomie des Ausbildungssektors: Eine folgenlose Theorie oder Ansatzpunkt für eine neue hochschulpolitische Kultur? In: AZ-Magazin. Hochschulpolitische Reihe H. 4, Berlin 1985
- Die Vielfalt der Weiterbildung und die Anforderungsvielfalt an die Mitarbeiter aus der Sicht der neuen sozialen Bewegungen und der Qualifizierungsoffensive. In: E. Schlutz/H. Siebert (Hg.), Ende der Professionalisierung? Die Arbeitssituation in der Erwachsenenbildung als Herausforderung für Studium, Fortbildung und Forschung. Bremen 1988, S. 45–59
- Konservative Hochschulpolitik und Gegenbewegung. In: M. Gorholdt/G. Seitel (Hg.), Hochschule 2000. Marburg 1988, S. 36–52
- Der erwachsene Teilnehmer als Schulkind: zur Problematik von Schulstrukturen und Lehrerrolle in der Erwachsenenbildung. In: Neue Sammlung: Vierteljahres-Zeitschrift für Erziehung und Gesellschaft H. 1, 1989, S. 76–88
- Der Widerspenstigen Bildung. Gesetzliche Weiterbildungspflicht oder Erwachsenenbildung als Widerstand. In: Paed. Extra und Demokratische Erziehung H. 3, 1989, S. 11–14
- In der Diskussion: Weiterbildungspflicht. In: Informationen Weiterbildung in Nordrhein-Westfalen H. 1, 1989, S. 22–24
- Nicht mehr lernen, als man unbedingt braucht. Plädoyer gegen eine (lebenslange) Pflicht zur Weiterbildung. In: Nachrichtendienst: Informationen, Meinungen, Personalia, Literatur, Arbeitsmaterial, Dokumentation H. 1, 1989, S. 48–49
- „Widerstand gegen Erwachsenenbildung“ als historische und theoretische Kategorie. In: Zeitschrift für Sozialisationsforschung und Erziehungssoziologie H. 1, 1989, S. 23–40
- Religion, Berufsaskese und Mitarbeiterentwicklung. Vom Geist des Kapitalismus zur Unternehmenskultur. In: Zeitschrift für Berufs- und Wirtschaftspädagogik H. 2, 1990, S. 116–125
- Beitrag Unternehmenskultur – „Remythologisierung“ betrieblicher Herrschaft oder „Wahrnehmung eines Ganzen“?. Replik zu Dirk Axmacher: Religion, Berufsaskese und Mitarbeiterentwicklung. In: ZBW, 1990, S. 116–125 In: Zeitschrift für Berufs- und Wirtschaftspädagogik H. 6, 1990, S. 526–535
- Weiterbildung zwischen Markt und Diskurs. In: Neue Sammlung: Vierteljahres-Zeitschrift für Erziehung und Gesellschaft. H. 2, 1990, S. 285–292
- Doktrin oder Funktion. Über einige notwendige Justierungen der Unternehmenskultur-Diskussion. In: Zeitschrift für Berufs- und Wirtschaftspädagogik H. 1, 1991, S. 68–73
- Betriebliche Weiterbildung zwischen Ideologiekritik und Ganzheitlichkeit: Thesen zu Rolf Arnold. In: Beiheft zum REPORT: Empirische Forschung zur Bildung Erwachsener. 1992, S. 16–18